# Inge II de Norvège
Pour les articles homonymes, voir Bárðarson.
Inge II Bårdsson de Norvège (vieux-norrois Ingi Bárðarson), né vers 1185 et mort à Trondheim le 23 avril 1217, fut roi de Norvège de 1205 à 1217.

## Famille
Inge II Bårdsson est un fils de Cécilia Sigurdsdatter, la sœur du roi Sverre Sigurdsson, et du puissant magnat
Bård Guttormsson de Rein († 1194). Son demi frère utérin aîné, Håkon Galin, régent sous le règne précédent, est fait Jarl et reçoit la moitié du revenu royal.

## Règne
La guerre reprend entre les « Birkebeiner » et les « Bagler »  Les Birkebeiner qui avaient la flotte de Sverre étaient le parti le plus puissant mais il subit néanmoins de lourdes pertes. En 1206 les Baglers surprennent Trondheim et capturent leur flotte. Plusieurs chefs Birkebeiner tombent et le roi Inge n’échappe que de justesse à la capture.
Lorsque Erling Steinvegg meurt en mars 1207, Philippe Simonsson est proclamé roi par les Baglers. Ils prennent Bergen deux fois et détruisent le château royal construit par Sverre. Leur campagne était plutôt des raids tentés lorsque les Birkebeiner se trouvaient dans un autre endroit du pays. Après des années de carnage et de destruction aucun des deux camps ne peut l’emporter. Les deux partis renoncent à leur sanglante querelle dans laquelle aucun ne semblait pouvoir obtenir la victoire. Une paix est conclue dans les îles d'Hvittingsey au Rogaland pendant l’été 1208, Philippe reçoit le Viken en fief et doit hommage à Inge comme suzerain, ce dernier contrôle directement le Ranrike. Ainsi l’indépendance et l’intégrité de la Norvège sont assurées. 
Lorsque la guerre civile fut terminée par la paix de 1208 des relations amicales furent établies avec le Danemark et les deux partis s’unirent dans une expédition aux Orcades (1209-1210) où le Jarl Haraldr II Maddadarson († 1206) s’était de nouveau déclaré indépendant. Ses fils David Haraldsson († 1214) et Jon Haraldsson († 1231) qui lui avaient succédé se soumirent sans résistance, ils conservèrent l’archipel dont une part importante du revenu fut de nouveau captée par le roi de Norvège. 
Le roi Ragnvald Gudrodsson de île de Man et des Hébrides qui avait rejeté la suzeraineté norvégienne du également se soumettre. Il vient en Norvège jura fidélité et promis de payer un tribut. Ces expéditions fournissaient un dérivatif bien venu aux guerriers désœuvrés qui étaient une source de désordre et de danger en période de paix. Après le retour de l’expédition aux Orcades plusieurs partirent en croisade en Palestine sous le commandement du chef Baglers Hreidar Sendemand, le gendre de Magnus Erlingsson et de Peter Steyper un neveu du roi Sverre. Steyper mourut en route mais Hreidar arriva en terre sainte, il entra ensuite au service de l’empereur de Constantinople où il mourut en 1214.
Durant les dernières années de son pontificat Innocent III prêcha une nouvelle Croisade générale dans le pays de l’Europe de l’ouest. De nombreux norvégiens prirent la croix et le roi Inge qui était trop malade pour y participer promis d’envoyer des bateaux et des guerriers à l’aide des croisés lorsqu’il mourut à Trondheim le 23 avril 1217 avant que la Cinquième croisade ne débute. 
De santé fragile le roi Inge II Bárdarson avait vécu d’abord sous l’influence de son frère d’Håkon Galin qui pensait l’évincer lorsque la mort en 1214 mit fin à ses intrigues puis sous celle de son autre jeune demi-frère, l’ambitieux Skúli Bárdarson, fils de Baard Guttormsson et de sa troisième épouse Ragnhild Erlingsdatter.

## Postérité
Inge II ne contracte aucune alliance mais une concubine nommée Gyrith lui donne un fils illégitime
- Guttorm Ingesson (né vers 1205/1206 mort vers 1223)